# 韓式年糕湯
年糕汤 ( 韓語：떡국）是朝鲜新年期间朝鮮民族會食用的一道料理。年糕湯由打糕和汤組成。朝鮮民族之所以會養成在朝鮮新年期間食用年糕湯的習慣，是因为人们相信喝年糕汤可以给人们带来新的一年的好运。除了打糕外，朝鮮民族還會在湯中放入蛋类、腌肉、朝鲜海苔以及 芝麻油。